# Liliana Lewińska
Liliana Lewińska (Breslavia, 2 de noviembre de 2008) es una deportista polaca que compite en gimnasia rítmica, en la modalidad individual. Ganó una medalla de plata en el Campeonato Europeo de Gimnasia Rítmica de 2024, en la prueba de mazas.

## Palmarés internacional
| Campeonato Europeo | Campeonato Europeo | Campeonato Europeo | Campeonato Europeo |
| Año                | Lugar              | Medalla            | Prueba             |
| ------------------ | ------------------ | ------------------ | ------------------ |
| 2024               | Budapest (Hungría) | Medalla de plata   | Mazas              |